# Ian Holloway
Ian Holloway (Londra, 12 marzo 1963) è un allenatore di calcio ed ex calciatore inglese, di ruolo difensore, tecnico dello Swindon Town.

## Carriera
Da centrocampista, ha iniziato la sua carriera nel club della sua città natale, il Bristol Rovers, nel 1981, andando poi a giocare per il Wimbledon, Brentford, Torquay United (in prestito), di nuovo al Bristol Rovers per una secondo volta, Queens Park Rangers e, infine, per una terza volta torna al Bristol Rovers, dove è diventato giocatore-manager prima di terminare la sua carriera da giocatore nel 1999. Ha anche allenato il Queens Park Rangers, Plymouth Argyle, Leicester City, Blackpool, Crystal Palace e Millwall. Come aveva fatto con il Blackpool tre anni prima, Holloway è riuscito a promuovere il Crystal Palace in Premier League nel maggio 2013, ma dopo che il club aveva vinto solo una delle otto partite iniziali, ha lasciato, di comune accordo, il 23 ottobre 2013 dopo meno di un anno in carica. Il 6 gennaio 2014 Holloway ha firmato un accordo di due anni e mezzo con Millwall; questo è stato risolto nel marzo 2015. È tornato al Queens Park Rangers come allenatore l'11 novembre 2016. Nel dicembre 2019 è entrato a far parte di Grimsby Town come manager e direttore del club dopo essersi impegnato ad acquistare azioni del club, si è dimesso poco meno di un anno dopo in mezzo a problemi con il consiglio e un potenziale gruppo di investimento, ha anche confermato all'epoca di non aver investito denaro nel club.
È conosciuto con il soprannome di "Ollie", che è anche il titolo della sua autobiografia. Holloway ha una reputazione tra i tifosi di calcio per il suo accento del West Country, le interviste originali e le risposte divertenti alle domande dei media, con un'ampia selezione di citazioni e morsi sonori stampati.

## Statistiche

### Allenatore
Statistiche aggiornate al 23 febbraio 2021.
| Stagione               | Squadra                | Campionato             | Campionato | Campionato | Campionato | Campionato | Coppe nazionali | Coppe nazionali | Coppe nazionali | Coppe nazionali | Coppe nazionali | Coppe continentali | Coppe continentali | Coppe continentali | Coppe continentali | Coppe continentali | Altre coppe | Altre coppe | Altre coppe | Altre coppe | Altre coppe | Totale | Totale | Totale | Totale | % Vittorie | Piazzamento |
| Stagione               | Squadra                | Comp                   | G          | V          | N          | P          | Comp            | G               | V               | N               | P               | Comp               | G                  | V                  | N                  | P                  | Comp        | G           | V           | N           | P           | G      | V      | N      | P      | %          | Piazzamento |
| ---------------------- | ---------------------- | ---------------------- | ---------- | ---------- | ---------- | ---------- | --------------- | --------------- | --------------- | --------------- | --------------- | ------------------ | ------------------ | ------------------ | ------------------ | ------------------ | ----------- | ----------- | ----------- | ----------- | ----------- | ------ | ------ | ------ | ------ | ---------- | ----------- |
| 1996-1997              | Bristol Rovers         | SD                     | 46         | 15         | 11         | 20         | FACup+CdL       | 1+2             | 0+1             | 0+0             | 1+1             | -                  | -                  | -                  | -                  | -                  | -           | -           | -           | -           | -           | 49     | 16     | 11     | 22     | 32,65      | 17º         |
| 1997-1998              | Bristol Rovers         | SD                     | 46+2       | 20+1       | 10+0       | 16+1       | FACup+CdL       | 5+2             | 2+0             | 2+2             | 1+0             | -                  | -                  | -                  | -                  | -                  | FLT         | 3           | 2           | 1           | 0           | 58     | 25     | 15     | 18     | 43,10      | 5º          |
| 1998-1999              | Bristol Rovers         | SD                     | 46         | 13         | 17         | 16         | FACup+CdL       | 6+2             | 4+0             | 1+2             | 1+0             | -                  | -                  | -                  | -                  | -                  | FLT         | 1           | 0           | 1           | 0           | 55     | 17     | 21     | 17     | 30,91      | 13º         |
| 1999-2000              | Bristol Rovers         | SD                     | 46         | 23         | 11         | 12         | FACup+CdL       | 1+4             | 0+1             | 0+1             | 1+2             | -                  | -                  | -                  | -                  | -                  | FLT         | 2           | 0           | 1           | 1           | 53     | 24     | 13     | 16     | 45,28      | 7º          |
| 2000-gen. 2001         | Bristol Rovers         | FD                     | 24         | 5          | 10         | 9          | FACup+CdL       | 1+5             | 0+1             | 0+3             | 1+1             | -                  | -                  | -                  | -                  | -                  | FLT         | 2           | 2           | 0           | 0           | 32     | 8      | 13     | 11     | 25,00      | Eson.       |
| Totale Bristol Rovers  | Totale Bristol Rovers  | Totale Bristol Rovers  | 208+2      | 76+1       | 59+0       | 73+1       |                 | 29              | 9               | 11              | 9               |                    | -                  | -                  | -                  | -                  |             | 8           | 4           | 3           | 1           | 247    | 90     | 73     | 84     | 36,44      |             |
| feb.-giu. 2001         | QPR                    | FD                     | 13         | 1          | 5          | 7          | FACup+CdL       | -               | -               | -               | -               | -                  | -                  | -                  | -                  | -                  | -           | -           | -           | -           | -           | 13     | 1      | 5      | 7      | &7,69      | Sub. 23º    |
| 2001-2002              | QPR                    | SD                     | 46         | 19         | 14         | 13         | FACup+CdL       | 1+1             | 0+0             | 0+1             | 1+0             | -                  | -                  | -                  | -                  | -                  | FLT         | 1           | 0           | 0           | 1           | 49     | 19     | 15     | 15     | 38,78      | 8º          |
| 2002-2003              | QPR                    | SD                     | 46+3       | 24+1       | 11+1       | 11+1       | FACup+CdL       | 2+1             | 0+0             | 2+0             | 0+1             | -                  | -                  | -                  | -                  | -                  | FLT         | 1           | 0           | 1           | 0           | 53     | 25     | 15     | 13     | 47,17      | 4º          |
| 2003-2004              | QPR                    | SD                     | 46         | 22         | 17         | 7          | FACup+CdL       | 1+3             | 0+2             | 0+0             | 1+1             | -                  | -                  | -                  | -                  | -                  | FLT         | 4           | 3           | 0           | 1           | 54     | 27     | 17     | 10     | 50,00      | 2º          |
| 2004-2005              | QPR                    | FLC                    | 46         | 17         | 11         | 18         | FACup+CdL       | 1+2             | 0+1             | 0+0             | 1+1             | -                  | -                  | -                  | -                  | -                  | -           | -           | -           | -           | -           | 49     | 18     | 11     | 20     | 36,73      | 11º         |
| 2005-feb. 2006         | QPR                    | FLC                    | 20         | 10         | 9          | 13         | FACup+CdL       | 1+1             | 0+0             | 0+0             | 1+1             | -                  | -                  | -                  | -                  | -                  | -           | -           | -           | -           | -           | 34     | 10     | 9      | 15     | 29,41      | Eson.       |
| 2006-2007              | Plymouth Argyle        | FLC                    | 46         | 17         | 16         | 13         | FACup+CdL       | 5+1             | 3+0             | 1+0             | 1+1             | -                  | -                  | -                  | -                  | -                  | -           | -           | -           | -           | -           | 52     | 20     | 17     | 15     | 38,46      | 11º         |
| ago.-nov. 2007         | Plymouth Argyle        | FLC                    | 16         | 6          | 6          | 4          | FACup+CdL       | 3+0             | 2               | 0               | 1               | -                  | -                  | -                  | -                  | -                  | -           | -           | -           | -           | -           | 19     | 8      | 6      | 5      | 42,11      | Eson.       |
| Totale Plymouth Argyle | Totale Plymouth Argyle | Totale Plymouth Argyle | 62         | 23         | 22         | 17         |                 | 9               | 5               | 1               | 3               |                    | -                  | -                  | -                  | -                  |             | -           | -           | -           | -           | 71     | 28     | 23     | 20     | 39,44      |             |
| nov. 2007-2008         | Leicester City         | FLC                    | 31         | 9          | 8          | 14         | FACup+CdL       | 1+0             | 0               | 0               | 1               | -                  | -                  | -                  | -                  | -                  | -           | -           | -           | -           | -           | 32     | 9      | 8      | 15     | 28,13      | Sub. 22º    |
| 2009-2010              | Blackpool              | FLC                    | 46+3       | 19+3       | 13+0       | 14+0       | FACup+CdL       | 1+3             | 0+2             | 0+0             | 1+1             | -                  | -                  | -                  | -                  | -                  | -           | -           | -           | -           | -           | 53     | 24     | 13     | 16     | 45,28      | 6º          |
| 2010-2011              | Blackpool              | PL                     | 38         | 10         | 9          | 19         | FACup+CdL       | 1+1             | 0+0             | 0+1             | 1+0             | -                  | -                  | -                  | -                  | -                  | -           | -           | -           | -           | -           | 40     | 10     | 10     | 20     | 25,00      | 19º         |
| 2011-2012              | Blackpool              | FLC                    | 46+3       | 20+1       | 15+1       | 11+1       | FACup+CdL       | 4+1             | 2+0             | 1+1             | 1+0             | -                  | -                  | -                  | -                  | -                  | -           | -           | -           | -           | -           | 54     | 23     | 18     | 13     | 42,59      | 5º          |
| ago.-nov. 2012         | Blackpool              | FLC                    | 14         | 5          | 3          | 6          | FACup+CdL       | 0+1             | 0               | 0               | 1               | -                  | -                  | -                  | -                  | -                  | -           | -           | -           | -           | -           | 15     | 5      | 3      | 7      | 33,33      | Eson.       |
| Totale Blackpool       | Totale Blackpool       | Totale Blackpool       | 144+6      | 54+4       | 40+1       | 50+1       |                 | 12              | 4               | 3               | 5               |                    | -                  | -                  | -                  | -                  |             | -           | -           | -           | -           | 162    | 62     | 44     | 56     | 38,27      |             |
| nov. 2012-2013         | Crystal Palace         | FLC                    | 32+3       | 11+2       | 12+1       | 9+0        | FACup+CdL       | 2+0             | 0               | 2               | 0               | -                  | -                  | -                  | -                  | -                  | -           | -           | -           | -           | -           | 37     | 13     | 15     | 9      | 35,14      | Sub. 5º     |
| ago.-ott. 2013         | Crystal Palace         | PL                     | 8          | 1          | 0          | 7          | FACup+CdL       | 0+1             | 0               | 0               | 1               | -                  | -                  | -                  | -                  | -                  | -           | -           | -           | -           | -           | 9      | 1      | 0      | 8      | 11,11      | Eson.       |
| Totale Crystal Palace  | Totale Crystal Palace  | Totale Crystal Palace  | 40+3       | 12+2       | 12+1       | 16+0       |                 | 3               | 0               | 2               | 1               |                    | -                  | -                  | -                  | -                  |             | -           | -           | -           | -           | 46     | 14     | 15     | 17     | 30,43      |             |
| gen.-giu. 2014         | Millwall               | FLC                    | 22         | 6          | 8          | 8          | FACup+CdL       | -               | -               | -               | -               | -                  | -                  | -                  | -                  | -                  | -           | -           | -           | -           | -           | 22     | 6      | 8      | 8      | 27,27      | Sub. 19º    |
| 2014-mar. 2015         | Millwall               | FLC                    | 23         | 7          | 10         | 19         | FACup+CdL       | 2+2             | 0+1             | 1+0             | 1+1             | -                  | -                  | -                  | -                  | -                  | -           | -           | -           | -           | -           | 40     | 8      | 11     | 21     | 20,00      | Eson.       |
| Totale Millwall        | Totale Millwall        | Totale Millwall        | 58         | 13         | 18         | 27         |                 | 4               | 1               | 1               | 2               |                    | -                  | -                  | -                  | -                  |             | -           | -           | -           | -           | 62     | 14     | 19     | 29     | 22,58      |             |
| nov. 2016-2017         | QPR                    | FLC                    | 30         | 10         | 3          | 17         | FACup+CdL       | 1+0             | 0               | 0               | 1               | -                  | -                  | -                  | -                  | -                  | -           | -           | -           | -           | -           | 31     | 10     | 3      | 18     | 32,26      | Sub. 18º    |
| 2017-2018              | QPR                    | FLC                    | 46         | 15         | 11         | 10         | FACup+CdL       | 1+2             | 0+1             | 0+0             | 1+1             | -                  | -                  | -                  | -                  | -                  | -           | -           | -           | -           | -           | 49     | 16     | 11     | 12     | 32,65      | 16º         |
| Totale QPR             | Totale QPR             | Totale QPR             | 295+3      | 118+1      | 81+1       | 96+1       |                 | 18              | 4               | 3               | 11              |                    | -                  | -                  | -                  | -                  |             | 6           | 3           | 1           | 2           | 322    | 126    | 86     | 110    | 39,13      |             |
| dic. 2019-2020         | Grimsby Town           | FL2                    | 15         | 7          | 3          | 5          | FACup+CdL       | -               | -               | -               | -               | -                  | -                  | -                  | -                  | -                  | FLT         | -           | -           | -           | -           | 15     | 7      | 3      | 5      | 46,67      | Sub. 15º    |
| ago.-dic. 2020         | Grimsby Town           | FL2                    | 19         | 5          | 4          | 10         | FACup+CdL       | 1+1             | 0+0             | 0+1             | 1+0             | -                  | -                  | -                  | -                  | -                  | FLT         | 3           | 0           | 1           | 2           | 24     | 5      | 6      | 13     | 20,83      | Eson.       |
| Totale Grimsby Town    | Totale Grimsby Town    | Totale Grimsby Town    | 34         | 12         | 7          | 15         |                 | 2               | 0               | 1               | 1               |                    | -                  | -                  | -                  | -                  |             | 3           | 0           | 1           | 2           | 39     | 12     | 9      | 18     | 30,77      |             |
| Totale carriera        | Totale carriera        | Totale carriera        | 886        | 325        | 250        | 311        |                 | 88              | 23              | 22              | 33              |                    | -                  | -                  | -                  | -                  |             | 17          | 7           | 5           | 5           | 981    | 355    | 277    | 349    | 36,19      |             |

## Palmarès

### Giocatore
- Football League Third Division: 1

Bristol Rovers: 1989-1990
- Coppa del Gloucestershire: 6

Bristol Rovers: 1981-1982, 1982-1983, 1983-1984, 1984-1985, 1988-1989, 1989-1990